# Калинин, Юрий Иванович
Юрий Иванович Калинин (род. 28 октября 1946, Пугачёв, Саратовская область) — российский государственный деятель. В 1992—1997 и 1998—2009 годах занимая различные посты непосредственно руководил или курировал руководство уголовно-исполнительной системой в Российской Федерации. Член Совета Федерации (2010—2012).

## Биография
В 1979 году окончил Саратовский юридический институт имени Д. И. Курского.
В 1970—1988 годах — на службе в исправительно-трудовой системе. Прошёл путь от инспектора оперативной части колонии до начальника Управления исправительно-трудовых учреждений Саратовской области.
В 1988—1992 годах — в центральном аппарате МВД СССР и МВД России, член КПСС.
В 1992—1997 годы — начальник Главного управления исполнения наказаний МВД России. В мае 1997 года снят с должности по подозрению в финансовых злоупотреблениях, впоследствии не подтвердившихся.
В 1997 году — заместитель руководителя департамента Министерства юстиции Российской Федерации.
Летом 1998 года Главное управление исполнения наказаний МВД России, осуществлявшее управление всей уголовно-исполнительной системой России, было передано в ведение Министерства юстиции Российской Федерации. Новым начальником управления стал Владимир Ялунин, а Калинин стал курировать работу управления в должности заместителя министра.
В ходе административной реформы в марте 2004 года ГУИН было выделено из министерства юстиции в самостоятельный федеральный орган исполнительной власти — Федеральную службу исполнения наказаний (ФСИН России). Фактически преобразование началось только в декабре 2004 года, тогда же руководителем новой службы вновь был назначен Калинин.
В ноябре 2006 года заявил о своей отставке, однако последствий это заявление не имело — Калинин оставался в должности ещё почти три года, до августа 2009.
В 2009—2010 годах — заместитель министра юстиции Российской Федерации.
В 2010—2012 годах — представитель в Совете Федерации Федерального Собрания Российской Федерации от Законодательного Собрания Пензенской области. Член (апрель — июль 2010) и заместитель председателя (июнь 2010 — январь 2011) Комитета Совета Федерации по правовым и судебным вопросам, Член Комитета Совета Федерации по бюджету и финансовым рынкам (ноябрь 2011 — октябрь 2012).
В декабре 2012 года назначен вице-президентом ОАО "НК «Роснефть», в марте 2013 года — вице-президентом по кадровым и социальным вопросам ОАО "НК «Роснефть». С февраля 2013 года — член Правления. С октября 2014 года — заместитель Председателя Правления ОАО "НК «Роснефть».

## Чины и звания
- Генерал-полковник внутренней службы
- государственный советник юстиции 1 класса (1998) (ныне Действительный государственный советник юстиции Российской Федерации 1 класса)

## Награды
- Орден «За заслуги перед Отечеством» II степени
- Орден «За заслуги перед Отечеством» III степени
- Орден «За заслуги перед Отечеством» IV степени
- Орден Александра Невского (27 апреля 2023) — за достигнутые трудовые успехи и многолетнюю добросовестную работу[3]
- Два ордена Мужества
- Орден Трудового Красного Знамени
- Медаль «Ветеран труда»
- Медаль «За заслуги перед Республикой Карелия» (8 июня 2020) — за заслуги перед Республикой Карелия и её жителями, большой вклад в социально-экономическое развитие республики и активную работу в составе Государственной комиссии по подготовке к празднованию 100-летия образования Республикой Карелия[4]
- Заслуженный юрист Российской Федерации (7 июня 2004) — за заслуги в укреплении законности и многолетнюю добросовестную работу[5]
- Орден Ивана Калиты (11 марта 2009 года, Московская область)[6]
- Другие государственные и ведомственные награды